# Robert Henke
Robert Henke (* 1969, Mnichov) je německý hudebník věnující se převážně elektronické hudbě. Je vůdčí osobností hudebního projektu Monolake a je jedním z vývojářů sekvenceru Ableton Live. Se skupinou Monolake vydal řadu alb a rovněž vydal pět alb pod svým jménem. Rovněž spolupracoval s dalšími hudebníky, jako jsou například Susumu Yokota, Rob Salmon nebo Multiplex. V roce 2014 vytvořil speciální laserové světelné představení Lumiere. Rovněž se věnuje pedagogické činnosti na Universität der Künste v Berlíně.

## Diskografie
- Piercing Music (1995)
- Floating Point (1997)
- Signal to Noise (2004)
- Layering Buddha (2006)
- Indigo Transform (2009)